# Cyril Cazeaux
Cyril Cazeaux (Francia, 10 de febrero de 1995) es un jugador profesional francés de rugby que se desempeña en la posición de segunda línea en Union Bordeaux Bègles, equipo perteneciente a la liga Top 14.

## Carrera
Cazeaux es un jugador de formación francesa (JIFF). Comenzó su carrera deportiva con el equipo Union Sportive Dacquoise, en el cual jugó una temporada (2014-2015), después pasó a Union Bordeaux Bègles, donde lleva jugando nueve temporadas.